# Estação de Sorocaba
A  Estação Ferroviária de Sorocaba foi inaugurada em 10 de julho de 1875 pela Estrada de Ferro Sorocabana, como sede da companhia. Até 1876 era o ponto inicial da linha tronco entre São Paulo e Sorocaba, e seu entorno abrigava o complexo de oficinas da ferrovia. 
Com a chegada dos trilhos da Estrada de Ferro Votorantim, em 1906, a estação passa a servir como terminal de baldeação entre as duas ferrovias. Em 1929 sofre uma grande reforma que amplia o prédio da estação, que se tornaria um dos maiores da Sorocabana. Na década de 1940 ocorre a eletrificação da linha tronco e a estação passa a receber trens elétricos.
Após a incorporação da Sorocabana pela Fepasa em 1971 a estação passa por pequenas reformas. Com o fim da Fepasa em 1998, sua malha ferroviária é concedida à inciativa privada. A concessionária Ferroban assume a operação das linhas e da estação e prossegue com a operação dos trens de passageiros na linha tronco (Júlio Prestes - Presidente Epitácio) até 16 de janeiro de 1999. O último trem de passageiros (Bandeirante Apiaí, serviço criado em 1997) partiu da estação em 15 de março de 2001 rumo à cidade de Apiaí. Em 2006 a América Latina Logística ALL assume a gestão para operar apenas com cargas.
Em fevereiro de 2018, o CONDEPHAAT decreta o tombamento do Complexo Ferroviário de Sorocaba, que contempla além da Estação de Sorocaba, todo o seu entorno composto de Armazém de Bagagens, Armazém de Abastecimento, Edifício  do  Almoxarifado, atualmente utilizados pelo Museu de Arte Contemporânea de Sorocaba - MACS  , Edifício do Curso de Ferroviário, contíguo ao Almoxarifado, Vila  Ferroviária  da  EFS,  situada  à  Praça  Jardim  Maylasky,  Casa de funcionário – atual “Chalés Francês”, Casa de funcionário  – atual Museu Ferroviário de Sorocaba, Conjunto das Oficinas da EFS, Prédio da Superintendência Regional, Prédio da Guarita, Escola Matheus Maylasky, antigo Instituto de Educação,  Estádio do Estrada de Ferro Sorocabana Futebol Clube “Rui Costa Rodrigues”